# U 505
U 505 war ein U-Boot vom Typ IX C der deutschen Kriegsmarine. Es wurde am 4. Juni 1944 – als einziges deutsches U-Boot im Zweiten Weltkrieg – von US-amerikanischen Schiffen aufgebracht und erfolgreich bis nach Bermuda abgeschleppt.
Bereits am 28. August 1941 hatte die Royal Navy U 570 erbeutet, nach Island abgeschleppt und am 19. September 1941 als HMS Graph in den Dienst der Royal Navy gestellt. U 570 wurde 1944 außer Dienst gestellt und 1947 abgewrackt. U 505 steht heute in Museum of Science and Industry in Chicago. Deswegen hat U 505 den Nimbus, das „einzige“ aufgebrachte U-Boot gewesen zu sein.

## Geschichte

### Bau und Erprobungszeit
Am 12. Juni 1940 wurde U 505 bei der Deutschen Werft in Hamburg-Finkenwerder als Bau-Nr. 295 auf Kiel gelegt. Der Stapellauf erfolgte am 24. Mai 1941, und am 26. August 1941 wurde es unter dem damaligen Kapitänleutnant Axel-Olaf Loewe in Dienst gestellt. Unter dessen Kommando bestand das Turmwappen des Boots aus einem springenden Löwen mit einer Axt in den Klauen. Der Patenort des Bootes war die oberbayerische Marktgemeinde Schliersee.
Unmittelbar nach der Indienststellung wurden die Erprobungs- und Ausbildungsfahrten in der Ostsee durchgeführt. Am 31. August 1941 war die Abnahme in Kiel, worauf sich die Geräuschmessungsfahrten anschlossen, die auch bis zur Danziger Bucht führten. Am 19. Januar 1942 waren sämtliche Arbeiten und Übungen, wie Einsatzausbildung, Torpedo- und Artillerie-Schießübungen, Wasserbombenausbildung und Taktiklektionen beendet. In dieser Zeit war U 505 zunächst der 25. und später der 27. U-Flottille in Danzig zugeteilt. Boot und Besatzung waren nun voll einsatzbereit.

### Erste Feindfahrt
Die Verlegungsfahrt von Kiel nach Lorient vom 19. Januar bis zum 3. Februar 1942 war zugleich die erste Feindfahrt. Es wurden 2562 sm ohne Feindberührung zurückgelegt, davon 2371 sm über Wasser. Auf dieser Fahrt wurden keine Schiffe versenkt. U 505 gehörte nun als Frontboot zur 2. U-Flottille.

### Zweite Feindfahrt
Die zweite Feindfahrt dauerte vom 11. Februar bis 7. Mai 1942 und führte in die Gewässer vor Freetown (Westafrika).
- Am 5. März versenkte U 505 den 5920 BRT großen britischen Frachter Ben Mohr auf der Position 6° 5′ N, 14° 15′ W mit vier Torpedos (zwei Treffer). Ehe Loewe ablief, versicherte er sich, dass die Rettungsboote des Schiffs wasserdicht und mit Proviant versorgt waren. Ein britisches Flugzeug rettete kurz danach die Besatzung des Schiffs.
- Am 6. März trafen zwei Torpedos auf der Position 4° 47′ N, 14° 57′ W den norwegischen Tanker Sydhav mit 7587 BRT. Seine Ölladung explodierte, so dass der Besatzung keine Zeit blieb, die Rettungsboote kontrolliert zu wassern. Der Untergangssog des Schiffes zog die ins Wasser gesprungenen Männer in die Tiefe. Wenigen Überlebenden gelang es, trotz Haiangriffen ein Rettungsboot aufzurichten und das Seewasser herauszuschöpfen. U 505 tauchte auf und verteilte Proviant, Frischwasser und Verbandszeug für die Verbrennungen. Ein britisches Geleitschiff rettete am nächsten Tag die Überlebenden.

Bei einem erfolglosen Angriff auf ein nicht identifiziertes Schiff am 16. März wurden zwei Torpedos verschossen. Am 29. März erlebte das Boot den ersten Wasserbombenangriff.
- Vom 2. bis zum 3. April verfolgte und torpedierte es den amerikanischen Stückgutfrachter West Irmo (5775 BRT). Es wurden mit fünf Torpedos zwei Treffer erzielt. Das Schiff versank am 4. April auf der Position 2° 10′ N, 5° 52′ W, wobei zwar alle 44 Besatzungsmitglieder überlebten und von einem Geleitschiff aufgenommen wurden, jedoch zehn von 65 afrikanischen Hafenarbeitern starben.
- Die Versenkung des 5759 BRT großen und mit Wolle beladenen niederländischen Frachters Alphacca mit einem Torpedotreffer am 4. April auf der Position 1° 50′ N, 7° 40′ W forderte keine Opfer. Nach einem Hecktreffer sank der 14 Jahre alte Frachter rasch. Die Besatzung des U-Bootes wies den Schiffbrüchigen den Weg zur nahen Elfenbeinküste und verließ den Versenkungsort.

Als U 505 am 7. Mai 1942 nach 86 Tagen in See wieder in Lorient eintraf, hatte es 13.252 sm zurückgelegt, davon 12.937 sm über Wasser. Während des folgenden Werftaufenthaltes zwecks Reparatur und Neuausrüstung hatte die Besatzung Urlaub bis zum 6. Juni 1942.

### Dritte Feindfahrt
Diese Fahrt dauerte vom 7. Juni bis zum 25. August 1942 und führte in die Karibik.
- Am 28. Juni wurde nördlich der Inseln über dem Wind der amerikanische Frachter Sea Thrush (5447 BRT) auf dem Weg von Philadelphia via Trinidad nach Kapstadt mit drei Torpedos (drei Treffer) auf der Position 22° 40′ N, 61° 10′ W versenkt. Das Schiff hatte Flugzeugteile geladen. Es gab keine Toten.
- Das nächste Opfer am 29. Juni war das aus New York kommende amerikanische Liberty-Ship Thomas McKean (7191 BRT). Es wurde auf der Position 22° 0′ N, 60° 0′ W von einem Torpedo getroffen (ein Fehlschuss). Zur Versenkung des Schiffs wurden weitere 72 Schuss mit der 10,5-cm-Artillerie abgegeben. Bei dem Untergang waren drei Todesopfer zu beklagen. Den Überlebenden ließ U 505 medizinische Hilfe zukommen.
- Der nur 110 BRT große Segelschoner Roamar wurde nahe der Insel San Andrès mit 22 Schuss der Schiffsartillerie am 22. Juli auf der Position 12° 24′ N, 81° 28′ W versenkt. Loewe hatte das zunächst unbekannte Schiff mit mehreren Warnschüssen zu stoppen versucht. Dieses versuchte zu fliehen, wohl auch deshalb, da einer der „Warnschüsse“ den Großmast des Schoners zerstört hatte. Erst jetzt zeigte das Schiff seine kolumbianische Nationalflagge. Kolumbien befand sich zu diesem Zeitpunkt noch nicht im Krieg mit Deutschland. Hätte die Roamar früher geflaggt, wäre der Angriff unterblieben. Alle 23 kolumbianischen Schiffsangehörigen, darunter auch vier Frauen, kamen ums Leben.

Am 31. Juli wurde die Feindfahrt abgebrochen, da Loewe zunehmend unter den Beschwerden einer Blinddarmentzündung litt. Auf dem Rückmarsch übernahm U 505 von der „Milchkuh“ U 463 Treibstoff. Am 20. August traf es zufällig U 214, dem der bordeigene Teevorrat übergeben wurde. Loewe war der einzige auf U 505, der Tee trank.
Nach 79 Tagen in See machte das Boot am 25. August wieder in Lorient fest. Es hatte diesmal 13.340 sm (12.842 über Wasser) zurückgelegt. Ein Werftaufenthalt bis zum 3. Oktober schloss sich an. In der Zwischenzeit wechselte auf U 505 am 15. September der Kommandant. Loewe übergab das Kommando an Oblt. z.S. Peter Zschech. Loewe, der auf Grund seines nicht autoritären Führungsstils hohe Anerkennung und Autorität bei seiner Mannschaft genoss, wechselte zum Stab des FdU West, um sich mit der Logistik der Bewaffnung der Atlantik-U-Boote zu befassen.

### Vierte Feindfahrt
Unter Zschech wurde das Turmwappen des Bootes geändert, indem der Löwe durch die olympischen Ringe (Wappen der Crew 1936) ersetzt wurde. Die Streitaxt blieb erhalten. Das Operationsgebiet dieser Fahrt, die vom 4. Oktober bis zum 12. Dezember 1942 dauerte, sollte wiederum die Karibik sein.
Bereits beim Auslaufen kam es zu ersten Meinungsverschiedenheiten zwischen dem Kommandanten und der Besatzung. Der Auslöser war ein alter seemännischer Aberglaube. Danach mussten Blumen vom Schiff entfernt werden, bevor das Festland außer Sicht war, ansonsten würde das Schiff ein Unglück treffen. Der Zweite Wachoffizier hatte befohlen, die zum Auslaufen angebrachten Blumengirlanden zu entfernen, als Zschech empört befahl, dies zu unterlassen. Erklärungsversuche des Offiziers wies er brüsk ab.
- Am 1. November erreichte das Boot das Gebiet östlich von Trinidad. Sechs Tage später wurde der britische Frachter Ocean Justice (7173 BRT) mit zwei Torpedotreffern (vier Abschüsse) auf der Position 10° 6′ N, 60° 0′ W versenkt. Das Schiff war unter anderem mit Manganerz beladen und von Karatschi, Durban und Trinidad nach New York unterwegs.

Es war Zschechs einziger Versenkungserfolg. Der folgende Tag brachte einen erfolglosen Angriff (zwei Torpedofehlschüsse) auf einen unbekannt gebliebenen Frachter.
Am 10. November traten Probleme mit dem Funkmessbeobachtungsgerät (FuMB) auf. Trotz dieses Handicaps fuhr U 505 aufgetaucht. Um 15:14 Uhr wurde das Boot südöstlich von Trinidad von einem britischen U-Jagd-Bomber des Typs Lockheed Hudson (Kommando: Flight Sergeant Ronald Sillcock) überrascht. Er warf vier Wasserbomben, von denen eine das Boot neben dem 3,7-cm-Deckgeschütz traf. Das Achterdeck wurde total verwüstet und im Druckkörper, in den Backbord-Tauchbunkern und einigen Treibstoffbunkern entstanden mehrere Lecks. Beide Dieselmotoren fielen aus. Auf der Brücke wurden zwei Besatzungsmitglieder schwer verletzt. Das britische Flugzeug wurde vom Detonationsdruck dieser Bombe ebenfalls zerstört, alle fünf Flieger kamen dabei ums Leben. Unter Deck rannte Zschech nach den Explosionen bleich in die Zentrale und schrie der Mannschaft zu, sich auf das Aussteigen vorzubereiten. Ein wütender Maschinenmaat stürmte daraufhin in die Zentrale und rief, dass jeder, der wolle, aussteigen könne. Er und die Techniker würden jedoch an Bord bleiben und U 505 schwimmfähig halten. Dies sprach Bände hinsichtlich des mangelnden Respekts der Mannschaft gegenüber ihrem Kommandanten.
U 505 war tauch- und manövrierunfähig, blieb aber den restlichen Tag über unbehelligt. Es wäre gegen jeden weiteren Luftangriff wehrlos gewesen, da die Flugabwehr-Geschütze unbrauchbar waren. Nach stundenlangen Reparaturen war der Steuerborddieselmotor wieder betriebsfähig. U 505 bewegte sich langsam in Richtung Heimat. Nach vier Tagen war die Tauchfähigkeit bis zu einer Tiefe von 30 m wiederhergestellt. Die Erleichterung der Mannschaft über das knappe Entkommen schwand augenblicklich, als Zschech ankündigte, trotz der schweren Beschädigungen vor Port of Spain auf Trinidad nach Schiffen Ausschau halten zu wollen. Diesen bizarren Plan verwarf er erst wieder, als Funksprüche aus Lorient ihn aufforderten, sich mit U 154 zwecks Morphiumübernahme zu treffen. 14 Tage später traf man mit dem Versorger U 462 sowie U 68 zusammen. Der schwer verletzte II. WO wurde auf U 462 zur lebensrettenden medizinischen Behandlung gebracht, da die U-Tanker über einen bordeigenen Arzt verfügten. Nach der Ergänzung des verlorengegangenen Brennstoffs und einer Ersatzteilübernahme setzte U 505 die Heimfahrt fort. Ein gesichtetes Handelsschiff wurde vergeblich verfolgt. Kurz vor der Biskaya wurde ein weiteres Schiff angegriffen. Der abgeschossene Torpedo wurde zum Kreisläufer. Er traf das eigene Boot in schrägem Winkel, detonierte aber nicht. Am 12. Dezember erreichte U 505 schließlich Lorient. Es legte auf dieser Fahrt 10.876 sm zurück, davon nur 626 sm unter Wasser.
Das nächste halbe Jahr lag das Boot in der Werft. In dieser Zeit wurde unterhalb des Wintergartens eine zweite Plattform mit zusätzlichen Flugabwehr-Geschützen installiert. Gleichzeitig wurde das 10,5-cm-Geschütz entfernt, da Überwasserangriffe mit Artillerie wegen der alliierten Luftüberlegenheit 1943 fast unmöglich geworden waren.

### Fünfte Feindfahrt
Diese Fahrt musste mehrfach abgebrochen werden. Am 1. Juli 1943 lief U 505 aus, musste aber wegen eines beim Prüfungstauchen entdeckten Öllecks zurück nach Lorient. Am 3. Juli lief es erneut aus. Es traten Probleme mit den Horch- und Ortungsanlagen auf. Nach einem Wasserbombenangriff auf das Boot am 8. Juli zwang ein weiteres Ölleck zur erneuten Umkehr. Ein weiterer Auslaufversuch am 1. August offenbarte beim Tauchen laute Knackgeräusche. Den nächsten Versuch am 14. August vereitelte ein Riss im Lufteinlassschacht. Das Auslaufen am 21. August offenbarte ein weiteres Ölleck, da durch Sabotage ein kleines Loch in einen außen gelegenen Treibstoffzellenbunker gebohrt worden war. Am 18. September erwies sich beim nächsten Versuch das Steuerbord-Auspuffventil als nicht wasserdicht. Am 23. September zwang ein Ausfall der Hauptballastpumpe und des Steuerbord-E-Motors zur Umkehr. Zwischen dem 1. Juli und dem 30. September legte das Boot 3293 sm (644 sm unter Wasser) zurück. Diese Mängel waren oft auf Sabotage französischer Werftarbeiter zurückzuführen. Die Situation zehrte zunehmend an den Nerven der Besatzung und ganz besonders an denen des Kommandanten Zschech, der im April 1943 zum Kapitänleutnant befördert worden war.

### Sechste Feindfahrt
Nach einwöchigem Werftaufenthalt zur Reparatur der Hauptballastpumpe und zwecks Einbau des neuen Funkmessgerätes Naxos lief U 505 am 9. Oktober 1943 erneut aus. Diesmal schien es keine Probleme zu geben. Seit dem Auslaufen aus Lorient verhielt sich Zschech jedoch auffällig. Er war nur selten in der Zentrale, sondern hielt sich überwiegend in seiner Kammer auf. Dies war ungewöhnlich für einen U-Boot-Kommandanten.
Am Abend des 24. Oktober 1943 geriet U 505 gegen 20:00 Uhr bei den Azoren an eine Gruppe von Zerstörern und wurde mit Wasserbomben angriffen. Zschech kam aus seiner Kammer heraus. Statt in der Zentrale das Boot zu führen, kletterte er unter den verwirrten Blicken der Besatzung in den Turm zum kleinen Kommandantenstand mit den Sehrohren. Das Boot fuhr jedoch viel zu tief, um die Sehrohre benutzen zu können und es war auch kein Befehl ergangen, auf Sehrohrtiefe zu steigen. Der erste Wachoffizier, Oberleutnant zur See Paul Meyer bat um Anweisungen, da die Zerstörerpropeller im Boot bereits deutlich zu hören waren, als Wasserbomben fielen. Nach den Detonationen gingen die Lichter aus, Glas splitterte und die Männer wurden zu Boden geschleudert. Das Boot war jedoch noch nicht ernsthaft beschädigt. Nach dieser ersten Angriffswelle stieg Zschech langsam und wortlos aus dem Turm in die Zentrale hinab und ging in seine Kabine zurück. Beim zweiten Angriff erschien er erneut inmitten des Chaos und kauerte im Durchgang zur Zentrale. Während einer weiteren Wasserbombensalve bemerkte ein Besatzungsmitglied, dass der Kommandant langsam vornüber kippte. Nachdem das Licht wieder angegangen war, sahen alle das Blut. Zschech hatte sich in den Kopf geschossen. Der Schussknall war vom Lärm der Wasserbombendetonationen übertönt worden.
Der Erste Wachoffizier Meyer übernahm das Kommando und befahl den Rückmarsch. Kptlt. Peter Zschech wurde am nächsten Morgen ohne Zeremonie auf See beigesetzt. An Bord von U 505 trauerte niemand. Zschech hatte die Mannschaft nach deren Ansicht aufgegeben, als sie ihn am dringendsten benötigt hätte. Am 7. November war U 505 wieder in Lorient. Das Boot hatte auf dieser Fahrt insgesamt 2211 sm zurückgelegt, davon 1254 sm über Wasser.

### Siebente Feindfahrt
Am 18. November 1943 übernahm Oblt.z.S. Harald Lange offiziell das Kommando über U 505 und änderte das Turmwappen in eine große Muschel.
Am 20. Dezember 1943 musste nach dem ersten Prüfungstauchen das Auslaufen wegen eines sabotierten lecken Flanschs um ein Horchgerät-Kabel abgebrochen werden. Nach einem fünftägigen Werftaufenthalt lief U 505 am ersten Weihnachtsfeiertag 1943 erneut aus. Lange genoss Respekt bei der Mannschaft, da er beispielsweise selbst den Schiffstandort mit dem Sextanten bestimmte, statt diese Aufgabe wie sonst üblich zu delegieren. Am 28. Dezember 1943 kam es in der Biskaya zu einem Gefecht deutscher Zerstörer und Torpedoboote mit alliierten Kräften. U 505 sollte nach Überlebenden zweier versenkter deutscher Torpedoboote suchen. Mit 34 geretteten Seeleuten erreichte das Boot am 2. Januar 1944 den Hafen von Brest. Beim Einlaufen verursachte die Steuerbord–E-Maschine durch Kurzschluss einen Brand, der schnell gelöscht wurde. Beim anschließenden Eindocken wurden versehentlich Welle und Flosse des Steuerbord-Tiefenruders beschädigt. Bei dieser kurzen Fahrt wurden 865 sm zurückgelegt, davon 214 sm unter Wasser. Der nötige Werftaufenthalt für Reparaturen und Neuausrüstungen dauerte bis zum 16. März. Danach erfolgte die Anbordnahme von Treibstoff und Munition, wie dem akustischen Torpedo T5 „Zaunkönig“.

### Achte und letzte Feindfahrt

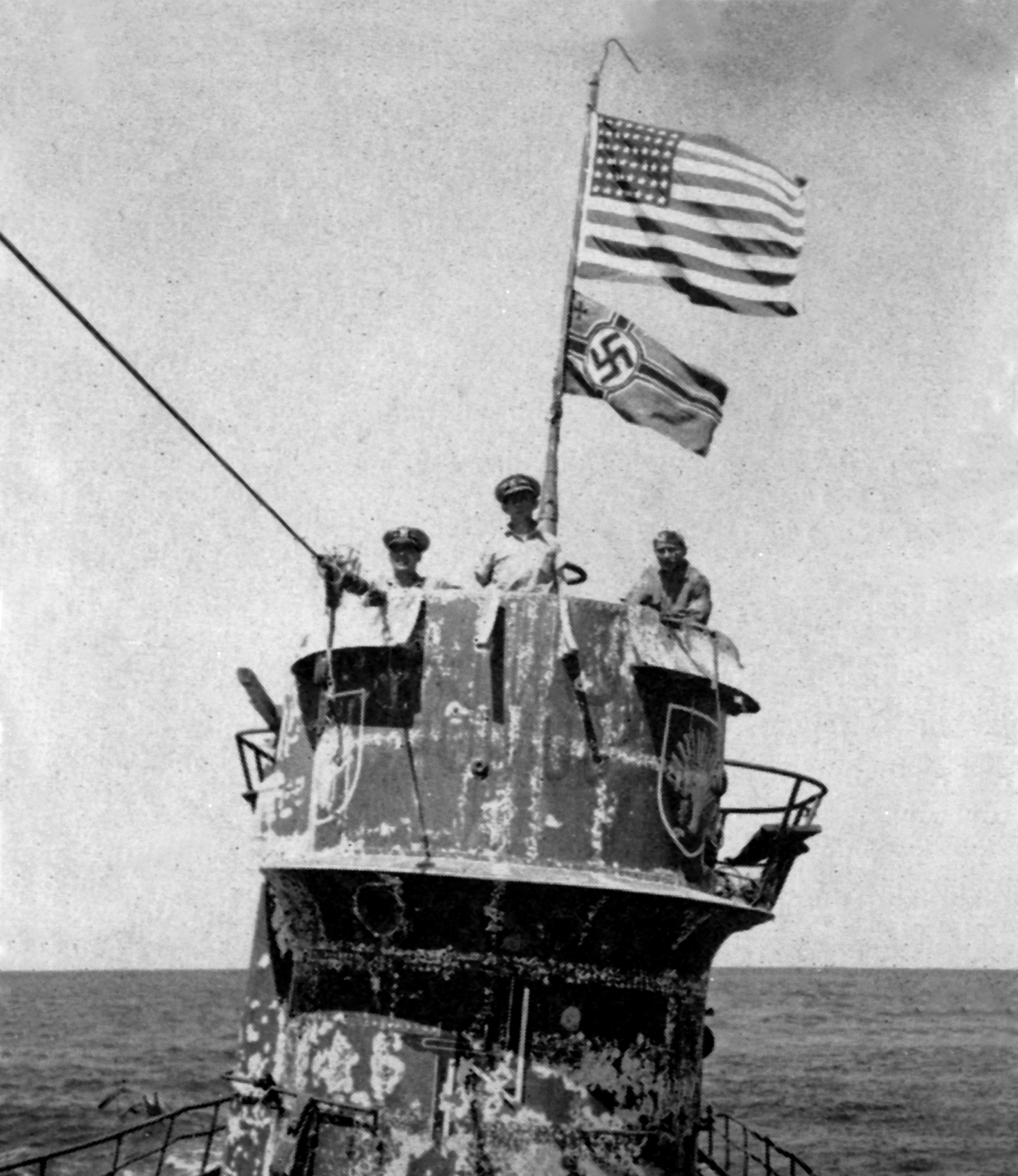
U 505 unter US-Flagge

Erst am 16. März 1944 konnte U 505 erneut auslaufen. Drei Monate operierte das Boot erfolglos vor der Küste Westafrikas. Ende Mai trat es den Rückmarsch nach Lorient an. Am 4. Juni wurde es von einem von Captain Daniel Vincent Gallery befehligten U-Jagdverband, bestehend aus dem Geleitflugzeugträger Guadalcanal und vier Zerstörern – darunter die Pillsbury – geortet und vom Geleitzerstörer Chatelain mit Granaten beschossen. Als Lange zur Orientierung auf Sehrohrtiefe gehen ließ, sichteten Flugzeuge der Guadalcanal den Schatten des Bootes und markierten die Stelle mit Leuchtspurmunition. Als die Chatelain Wasserbomben warf, gab es Wassereinbrüche im Maschinenraum und in der Zentrale. Schwer beschädigt musste U 505 auftauchen und wurde sofort unter Beschuss genommen. Es neigte sich gefährlich nach Backbord. Im Maschinenraum sowie im achteren Torpedoraum war es zu weiteren heftigen Wassereinbrüchen gekommen. In Letzterem soll das Wasser schon etwa einen Meter hoch gestanden haben. Der Kommandant befahl, das Boot zu versenken und zu verlassen. Unmittelbar darauf wurde Lange schwer verwundet und verlor zeitweise das Bewusstsein. Weil auch der I. WO verwundet wurde, konnte die Versenkung des Bootes nicht erfolgreich überwacht werden. Die Besatzung sprang über Bord. Ein Funker wurde hierbei durch den Beschuss getötet. Alle anderen Männer konnten gerettet werden. Gallery hatte sich entgegen der ihm gegebenen Befehle und Anordnungen in den Kopf gesetzt, ein U-Boot zu erbeuten. Daher ließ er U 505 nur mit leichten Waffen beschießen, um die Besatzung von Bord zu vertreiben.
Ein Enterkommando unter der Führung von Lieutenant Junior Grade Albert L. David, USN, von dem nur ein Matrose bereits vorher auf einem U-Boot gewesen war, konnte das Boot kurz vor dem Sinken entern. David gab die Order, dass nur er selbst Ventile oder Schotten öffnen dürfe. Er wollte so verhindern, dass Sprengladungen seine Mannschaft verletzen. Man versuchte, das Boot in den nächstgelegenen sicheren Hafen zu schleppen. Dieser war tausende Seemeilen entfernt. Nach kurzer Zeit ragte nur noch der Turm aus dem Wasser. Es schien, als würde das Vorhaben scheitern.
David wurde für seine heldenhafte Tat posthum mit der Medal of Honor ausgezeichnet, denn er starb am 17. September 1945 an den Folgen eines Herzinfarkts. 
Es war für die US Navy das erste erbeutete feindliche Schiff seit 1815. Nach dem Krieg wurde nach ihm ein Kriegsschiff benannt, die Albert David.

### Überführung

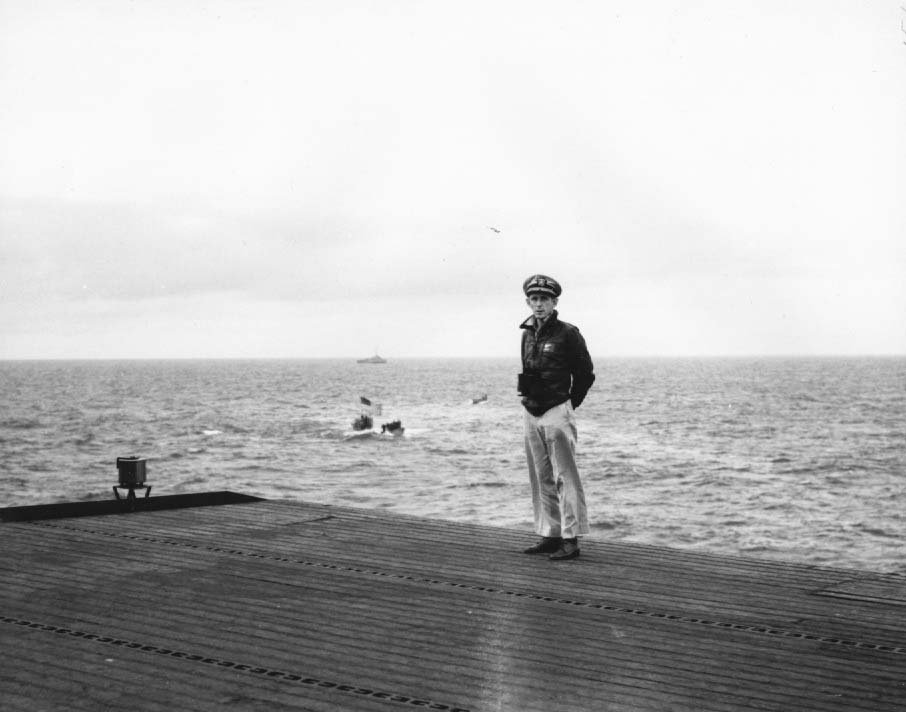
Captain Gallery am achteren Ende des Decks der Guadalcanal, im Hintergrund das geschleppte U 505

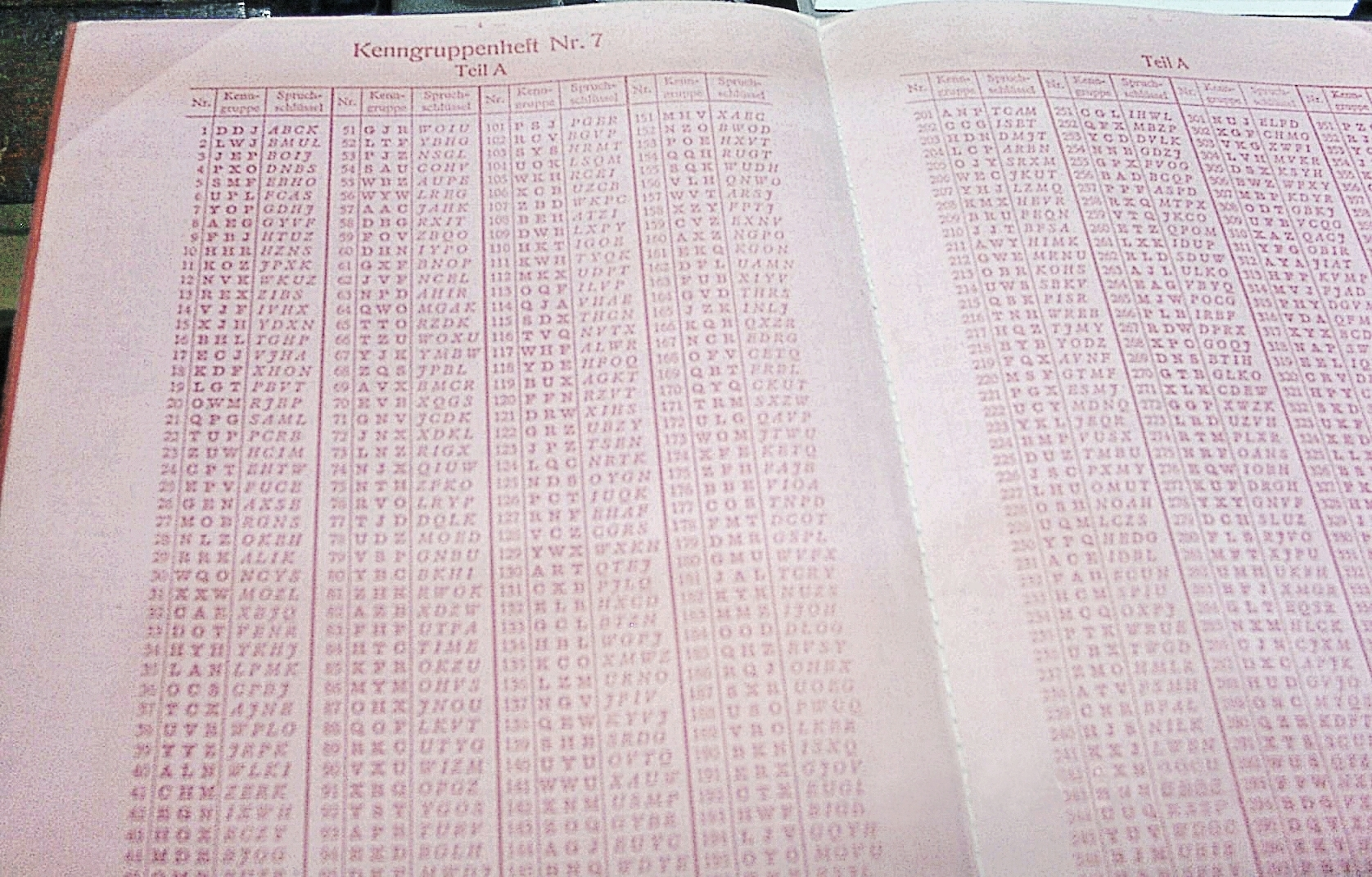
Kenngruppenhefte, wie das hier aus U 505 erbeutete, wurden mit wasserlöslicher Tinte auf rosafarbenem Löschpapier gedruckt, um sie im Fall von Gefahr schnell vernichten zu können.

Zunächst war geplant, U 505 zum nächstgelegenen US-Stützpunkt in Casablanca zu bringen. Das Flottenkommando hatte jedoch Bedenken wegen der Geheimhaltung und beorderte den Flottenverband nach Bermuda. Zunächst wurde aber von Casablanca aus die USS Humboldt (AVP-21) mit Commander Rucker in Marsch gesetzt, um für U 505 einen erfahrenen U-Boot-Kommandanten zu bekommen. Am 7. Juni traf der Hochseeschlepper USS Abnaki ein und übernahm die Schlepptrosse von der USS Guadalcanal. Das U-Boot hatte bis dahin durch den Fahrtstrom Auftrieb gehabt. Beim Übergabemanöver drohte es unterzugehen. Die USS Abnaki verkürzte deshalb die Schlepptrosse zum U-Boot und schleppte es so schnell wie möglich, um ihm wieder Auftrieb zu geben. Es wurden Lenzpumpen auf U 505 gebracht und Stromleitungen verlegt. So konnten etwa 40 Tonnen Wasser aus der Zentrale abgepumpt werden. Um ein weiteres Absacken des Hecks zu verhindern, fuhr die Guadalcanal direkt hinter dem U-Boot (etwa 10 m), ein starkes Tau wurde um das Achterschiff von U 505 ausgebracht und über die Ankerwinden des Flugzeugträgers hochgezogen. Dies war nur kurze Zeit erforderlich, da das Prisenkommando im Laufe des Tages die Systeme des U-Bootes erkundet hatte. Sie kuppelten den Schiffsdiesel aus, kuppelten die E-Maschine ein und verwendeten sie bei etwa neun Knoten Fahrt als Generator. So konnten die Akkus über Nacht aufladen, und am folgenden Tag war die E-Anlage des U-Bootes wieder soweit klar, dass Belüftung und Lenzpumpen funktionierten und man mit den Kompressoren die Tauchtanks anblasen konnte.
Da man sich weiterhin im Jagdgebiet deutscher U-Boote befand und jederzeit mit einem Angriff rechnete, wurden ständig Aufklärungsflüge durchgeführt. Es war etwas kritisch für die Trägerpiloten, da die USS Guadalcanal mit U 505 im Schlepp langsamer fuhr, als für den Start von Deck eigentlich nötig war. Es wurden nicht mehr als 15 Knoten Wind auf dem Startdeck erreicht.
Nachdem der Schlepper Abnaki übernommen hatte, konnte die Guadalcanal vom Tanker USS Kennebec neuen Treibstoff übernehmen. Jetzt endlich konnten auch die geheimen Dokumente aus dem Boot sichergestellt werden, wie Kenngruppenbuch, Doppelbuchstabentauschtafeln und Kenngruppenheft, ferner ein Exemplar der Enigma-Maschine mit vier Walzen sowie sehr viele private Gegenstände der Mannschaft. Insgesamt zehn Postsäcke wurden gefüllt und an die USS Jenks übergeben. Diese fuhr mit aller Kraft dem Verband voraus und brachte die wertvolle Beute nach Bermuda. Von dort wurde sie vom Naval Air Transport nach Washington zur Auswertung geflogen. Am 19. Juni 1944 traf der Verband dann in Bermuda ein und übergab U 505 an den Kommandanten der Marinebasis Bermuda.
Ein Einbruch in das „Schlüsselnetz Triton“ (engl.: Shark), den Marinefunkschlüssel für die Enigma, war den Alliierten auch schon Ende 1942 gelungen, nachdem U 559 am 30. Oktober 1942 im Mittelmeer vom britischen Zerstörer HMS Petard aufgebracht worden war und Codebücher sowie die Enigma kurz vor dem Untergang des Bootes gesichert werden konnten. 
Des Weiteren wurde erstmals ein akustisch gesteuerter deutscher Torpedo erbeutet, der den amerikanischen Streitkräften als kriegsbeschleunigende Vorlage für eigene Torpedoentwicklungen diente.

### Verbleib und heutiger Zustand

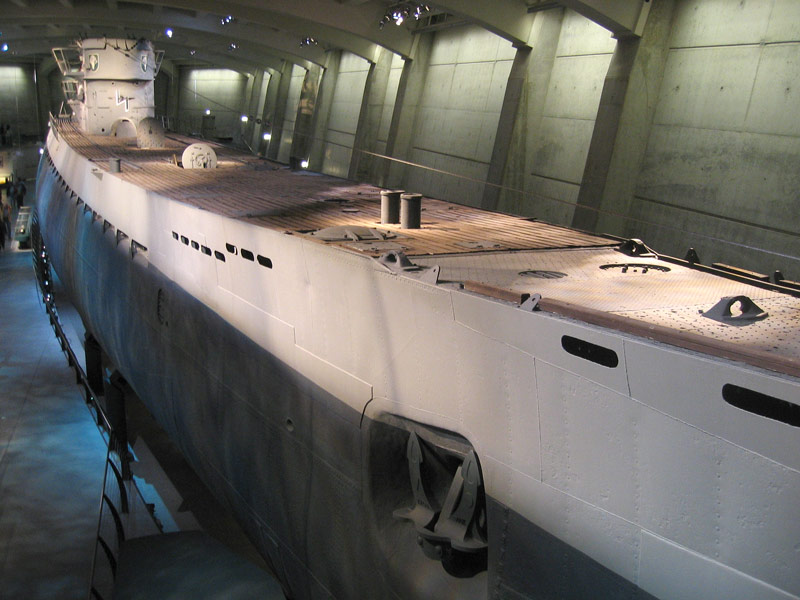
U 505 im Museum of Science and Industry in Chicago

Seit 1954 steht das Boot als Ausstellungsobjekt im Museum of Science and Industry in Chicago. Die Ausstellung des Bootes, das eigentlich als Übungsziel für die Navy enden sollte, wurde durch den Bruder Gallerys ermöglicht. Dieser war Priester und wollte das Boot intakt als ein Andenken an die verstorbenen U-Boot-Fahrer und Matrosen des Krieges erhalten.
Am 29. Juni 1989 erhielt U 505 den Status einer National Historic Landmark und wurde in das National Register of Historic Places eingetragen. 2005 wurde es komplett restauriert und in einen eigens dafür errichteten Ausstellungskomplex überführt. Die Kosten hierfür betrugen 35 Mio. US-Dollar. Das Boot ist von außen und innen zu besichtigen. Lediglich der vordere und hintere Torpedoraum können nur von außen besichtigt werden, weil dort der Originalfußbodenbelag erhalten ist, der nicht sicher zu betreten ist. Matratzen und Filzdecken, Beschläge, Armaturen und Inventar sind komplett im Originalzustand. Geräusche und Vibrationen gestalten die täglichen Führungen lebendig.

## Trivia
Ein fiktives U-Boot namens U 505 spielt im Weltbestseller und mehrfach ausgezeichneten Roman Die Nadel von Ken Follett eine Schlüsselrolle. U 505 soll hier einen deutschen Spion in Großbritannien, der kriegsentscheidende Informationen über die geplante Landung der Alliierten auf dem europäischen Festland besitzt, zurück nach Deutschland bringen.